# قلعة خونة (مقاطعة ديواندرة)
قلعة خونة (بالفارسية: قلعه کهنه) هي منطقة سكنية تقع في قسم كاني شيرين الريفي (مقاطعة ديواندرة) في إيران. يقدر عدد سكانها بـ 550 نسمة .